# J.M.K.E.
J.M.K.E. (читается [Йот Эм Ка Э]) — эстонская хардкор-панк-группа, образованная в Таллине 18 января 1986 года.

## История группы

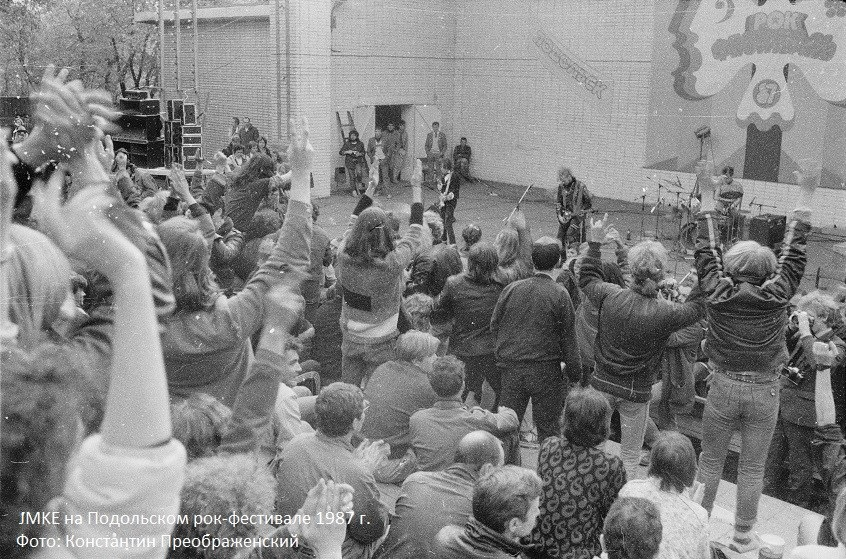
J.M.K.E. на Подольском рок-фестивале, 1987.
Фото Константина Преображенского

История группы J.M.K.E. начинается в 1985 году, когда участники различных панк-коллективов и их друзья начали устраивать домашние музыкальные квартирники. В это время музыканты ожидали возвращения из Советской армии барабанщика Венно Ванамёлдера, чтобы сформировать собственную группу.
18 января 1986 года коллектив получил возможность впервые выступить, однако изначально выбранный бас-гитарист не успел освоить инструмент, в результате чего обязанности басиста экстренно передали звукотехнику, и уже на следующий день группа дебютировала на сцене. Эта дата впоследствии была признана официальным днём основания J.M.K.E, расшифровывающегося как «Jeesus Maria! Karjatas Eit», что переводится с эстонского как «Иисус Мария! — вскрикнула старуха».
Изначально коллектив состоял из вокалиста Матти Порса, гитариста и вокалиста Виллу Тамме, бас-гитариста Тарво Ханно Варреса и барабанщика Венно Ванамёлдера. После ухода Матти Порса группа продолжила выступать с различными приглашёнными вокалистами, включая Тыну Трубецки из Vennaskond, прежде чем Виллу Тамме окончательно взял на себя роль основного вокалиста.
В первые годы своего существования J.M.K.E. активно выступали в Эстонии, Латвии и Литве. Широкую известность в Советском Союзе группа получила после выступления на Подольском рок-фестивале в 1987 году. В 1989 году J.M.K.E. выпустили свой дебютный альбом «Külmale maale» на финском лейбле Stupido Twins, что сделало их первой эстонской группой, попавшей в зарубежные чарты; сингл «Tere Perestroika» вошёл в тройку самых продаваемых синглов года в Финляндии.
За свою карьеру J.M.K.E. выпустили несколько студийных альбомов, включая «Gringode kultuur» (1993), «Sputniks in Pectopah» (1995), «Õhtumaa viimased tunnid» (2000) и «Mälestusi Eesti NSV-st» (2006). Группа гастролировала по странам Балтии, Скандинавии, Центральной Европе и России. Несмотря на изменения в составе, с 2000 года коллектив сохраняет стабильность, и Виллу Тамме остаётся единственным постоянным участником с момента основания.
Творчество J.M.K.E. характеризуется сочетанием мелодичного панк-рока с острыми и ироничными текстами, отражающими социальные и политические реалии. Группа продолжает активно выступать и записывать новую музыку, сохраняя своё значимое место на эстонской панк-сцене.

## Дискография

### Студийные альбомы
- Külmale maale (1989)
- Gringode Kultuur (1993)
- Sputniks In Pectopah (1994)
- Rumal nali 1986—1989 (1996)
- Jäneste invasioon (1996)
- Totally Estoned — The Best Of J.M.K.E (1997)
- Õhtumaa viimased tunnid (2000)
- Ainult planeet (2002)
- Mälestusi Eesti NSV-st (2006)
- Jasonit ei huvita (2011)
- Kirves, haamer, kühvel ja saag (2016)
- Joon (мини-альбом, 2018)